# I Want to Hold Your Hand
I Want to Hold Your Hand (englisch für „Ich möchte deine Hand halten“; deutsch: Komm, gib mir deine Hand) ist ein Lied der britischen Rockband The Beatles; als Autoren sind Lennon/McCartney angegeben. Das Lied erschien zuerst am 29. November 1963 in Großbritannien als fünfte Single der Band, 1964 in den USA auf dem Album Meet The Beatles! und wurde, nachdem es die erste Nummer-eins-Hit der Band in den USA geworden war, zu einem der umsatzstärksten Millionenseller der Schallplattengeschichte.

## Entstehungsgeschichte
Im September 1963 erhielten die Beatles von ihrem Manager Brian Epstein, der über den ausbleibenden Erfolg der Beatles in den USA besorgt war, die Anregung, ein Lied speziell für den amerikanischen Markt zu schreiben. Zu diesem Zweck nutzten Paul McCartney und John Lennon, die ansonsten mit den anderen Beatles in der Green Street in Mayfair wohnten, während ihres Urlaubs die Wohnung von Richard und Margaret Asher, mit deren Tochter Jane Asher McCartney zu jener Zeit liiert war. Der Wohnort wurde für eine kurze Zeit die neue Schreibstätte der beiden Beatles. Die Mutter der Freundin unterrichtete Oboe in einem Musikraum im Keller. An dem Piano in diesem Zimmer wurde das Lied komponiert. Im September 1980 sagte John Lennon gegenüber dem Magazin Playboy:

„Wir schrieben eine Menge Sachen zusammen, in persönlichen Gesprächen, Auge in Auge. Genau wie in I Want to Hold Your Hand. Ich erinnere mich, wie wir den ersten Akkord für das Lied machten. Wir waren in Jane Ashers Haus unten im Keller und spielten gleichzeitig Klavier. Und wir hatten ‘Oh you-u-u / got that something…’ und Paul schlug den Akkord E-moll an, und ich wandte mich an ihn und sagte: ‚Das ist es!‘ Ich sagte: ‚Machs noch mal‘ In diesen Zeiten waren wir es wirklich gewöhnt, so zu schreiben, beide spielten es dem anderen in die Nase.“

Die von Lennon geschilderte Version wurde von Paul McCartney bestätigt. Er sagte:

„Auge in Auge ist eine wirklich gute Beschreibung. Genau so war es. ‚I Want to Hold Your Hand‘ war eine Kooperation. Es war unsere große Nummer Eins; die eine, die uns schließlich in Amerika einschlagen ließ.“

Nach der Veröffentlichung in Großbritannien am 29. November 1963 (Parlophone #5084) mit der B-Seite This Boy waren bereits bis November 1963 Vorbestellungen von 950.000 Exemplaren bei Parlophone Records eingegangen. Bis Ende Januar 1964 waren dort insgesamt 1,509 Millionen Stück umgesetzt worden. In Großbritannien erreichte der Titel die Spitze der Hitparade am 12. Dezember 1963 und blieb dort fünf Wochen.

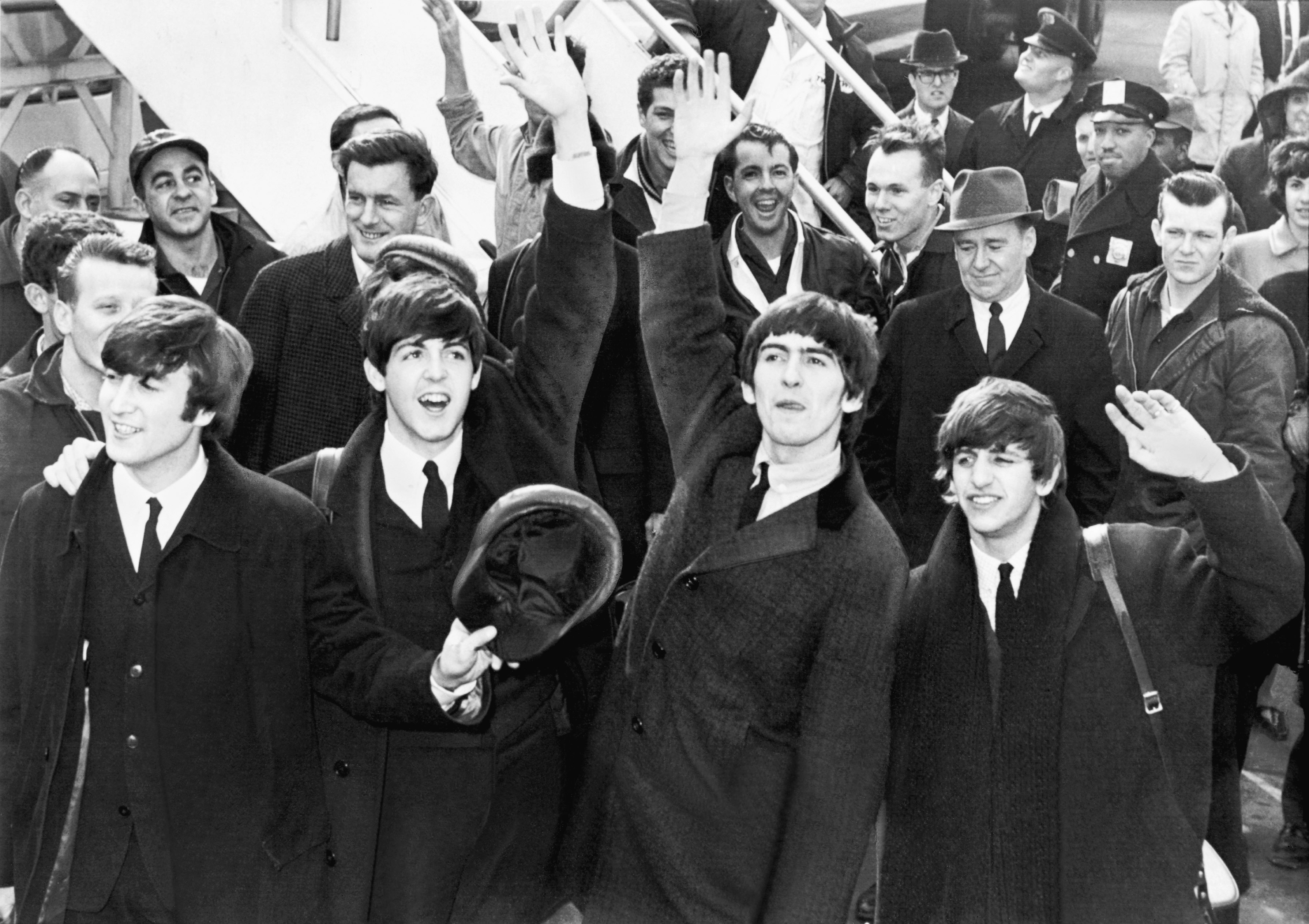
Die Beatles auf dem New Yorker Flughafen, 7. Februar 1964

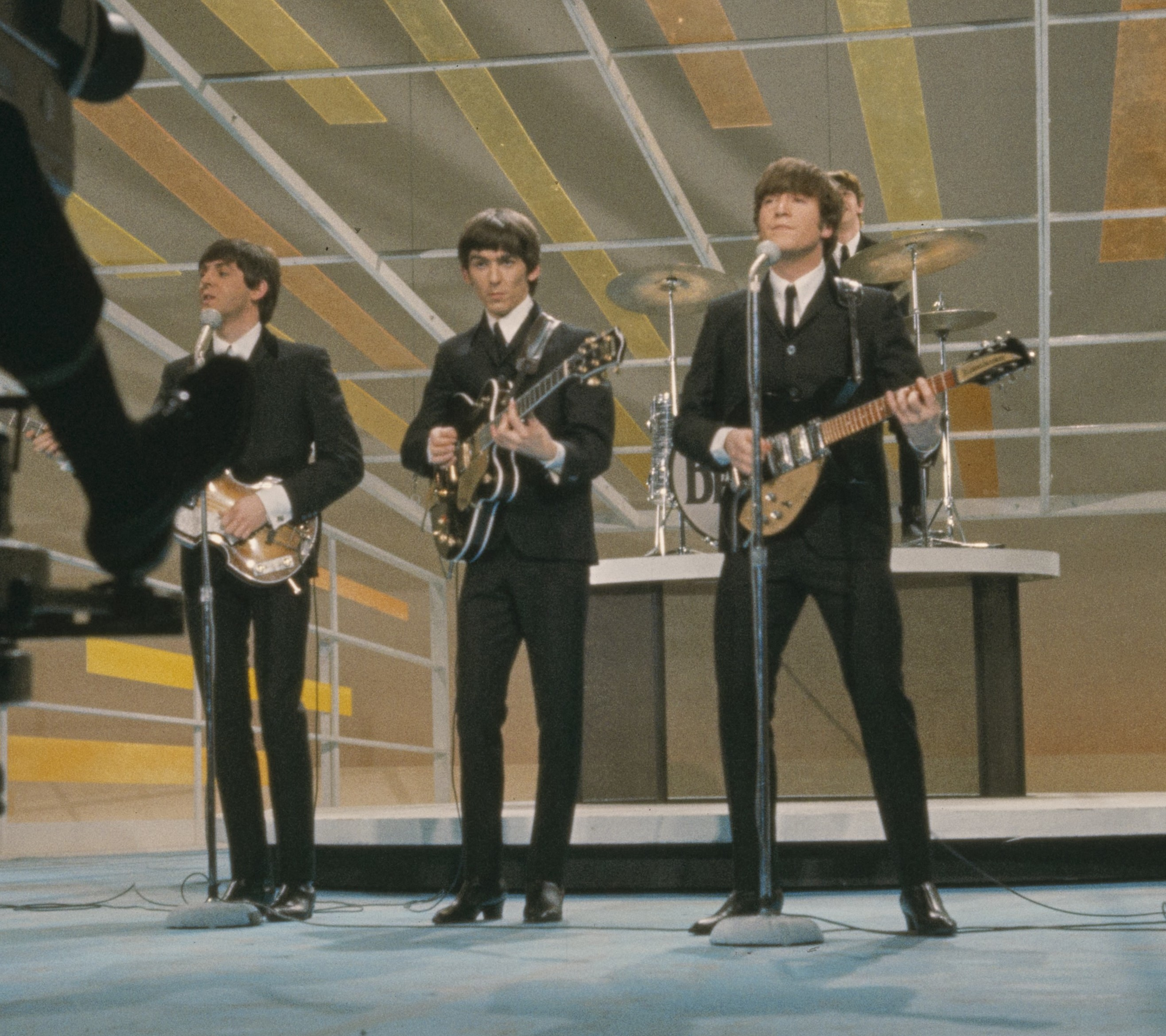
The Beatles in der Ed Sullivan Show, Februar 1964

Beatles-Manager Brian Epstein war am 5. November 1963 mit einer Single im Gepäck in die USA geflogen, um sie dem Direktor von Capitol Records, Brown Meggs, zu präsentieren. Capitol hatte bereits vier Beatles-Singles abgelehnt, konnte sich jedoch eine Veröffentlichung dieses Songs vorstellen. Capitol machte Promotion, Zeitungen schrieben über die seltsame Gruppe aus England und die Radio-DJs fingen an, die Single zu spielen.
Der eigentlich mit einer Anfangspressung von 200.000 Stück geplante Veröffentlichungstermin 13. Januar 1964 musste vorverlegt werden, nachdem Radiostationen den Titel bereits unentwegt spielten.
In den USA erfolgte die Veröffentlichung am 26. Dezember 1963 (Capitol #5112) mit der B-Seite I Saw Her Standing There, dort wurde der erste Platz am 1. Februar 1964 belegt und sieben Wochen lang gehalten. Am 16. Januar 1964 erreichte die Gruppenmitglieder in ihrem Pariser Hotelzimmer die Nachricht, dass mit I Want to Hold Your Hand die Eroberung der Spitzenposition in den US-Charts gelungen war. Bereits am 10. Februar 1964 wurde ihnen die Goldene Schallplatte überreicht, der Titel setzte bis 10. Januar 1964 eine Million Stück, bis 28. März 3,4 Millionen, letztlich 4,9 Millionen Platten um. Damit löste die Platte die British Invasion in den USA aus. Nach dem Erfolg der Beatles hatten Gruppen wie The Rolling Stones, The Kinks und The Hollies ab 1964 Charterfolge in den USA.
Am 7. Februar 1964 landeten die Beatles in einem Flugzeug der Pan Am auf dem New Yorker Flughafen, wo 5000 kreischende Fans und 200 Journalisten sowie 100 Polizisten sie auf dem Rollfeld empfingen. Am 9. und 16. Februar 1964 traten die Beatles während ihrer ersten US-Tournee in der landesweit ausgestrahlten Ed Sullivan Show auf, in der die Beatles jeweils I Want to Hold Your Hand spielten. Die erste Sendung wurde von 73,7 Millionen Zuschauer an den Fernsehschirmen verfolgt. Am 23. Februar wurde die dritte Show mit den Beatles gesendet, der Auftritt wurde aber schon am 9. Februar aufgenommen, auch dieses Mal präsentierten sie ihre aktuelle Single.
In Deutschland besetzte das Lied am 21. März 1964 Rang eins der Charts und blieb dort für fünf Wochen.
Mit über elf Millionen weltweit verkaufter Exemplare ist der Titel bis heute die zweit meistverkaufte Single aus Großbritannien.
Im Jahr 2004 wurde I Want to Hold Your Hand vom Musikmagazin Rolling Stone auf Platz 16 der 500 besten Songs aller Zeiten gewählt.

## Aufnahme
Das Abbey Road Studio 2 in London war am 17. Oktober 1963 ab 14:30 Uhr für die Beatles gebucht. Insgesamt entstanden vom Song 17 Takes (die Takes 16 und 17 waren lediglich Overdubbings) ab 19 Uhr. Anwesend waren neben den Beatles ihr Produzent George Martin sowie die beiden Toningenieure Norman Smith und Geoff Emerick. Die Aufnahmen zeigten, dass der Song bereits vor der Aufnahmesession perfektioniert wurde, weil das erste Take kaum anders klingt als das letzte. An jenem Tag wurde erstmals die Vierspurtechnik eingesetzt, die in den Abbey Road-Studios bisher nur für klassische Musik zum Einsatz gekommen war. Die beiden letzten Takes dienten dem Einspielen des Händeklatschens und dem Overdubbing von John Lennons Leadstimme, durchgeführt am 21. Oktober 1963 im Kontrollraum des Studios 1 zusammen mit der finalen Abmischung für Mono- und Stereomasterbänder, wo nur noch George Martin und Norman Smith anwesend waren. Die Stereoabmischung wurde aber nicht verwendet. Die gesamte Session zeigt Paul McCartney in der musikalischen Führungsrolle.
Besetzung:
- John Lennon: Rhythmusgitarre, Gesang
- Paul McCartney: Bass, Gesang
- George Harrison: Leadgitarre, Hintergrundgesang
- Ringo Starr: Schlagzeug

Am 18. Juni 1965 erschien in Deutschland das Kompilationsalbum The Beatles’ Greatest, das erstmals eine Stereoabmischung von I Want to Hold Your Hand enthält. Diese wurde speziell für das Album am 8. Juni 1965 von Norman Smith in den Abbey Road Studios neu abgemischt.
Auf heutigen CDs ist ein Stereo-Mix zu hören, der am 7. November 1966 für die LP A Collection of Beatles Oldies entstand, die am 10. Dezember 1966 erschienen war. Hierfür zeichneten George Martin, Geoff Emerick und Mike Stone verantwortlich.

## Musik
Die Instrumentation des in G-Dur gehaltenen Stückes besteht aus John Lennons Rhythmus-Gitarre, gespielt auf seiner Rickenbacker 325 E-Gitarre (1958), Paul McCartneys E-Bass Höfner 500/1 (1963), George Harrisons Lead-Gitarre auf seiner Gretsch 6122 („Country Gentleman“) und Ringo Starrs Ludwig-Schlagzeug. Ein Musikkritiker der Times charakterisierte das Lied folgendermaßen:

„Die Übergänge von Tonika auf Submediante, von C-Dur nach a-Moll, und – in geringem Ausmaß – der Mediantensprung (So bei I Want to Hold Your Hand) sind ein Charakteristikum der Lieder von Lennon/McCartney.“

## Deutschsprachige Version

The Beatles – Komm, gib mir deine Hand

Für den Vertrieb von Beatles-Platten in Deutschland war das Tochterlabel Odeon der EMI/Parlophone-Tochtergesellschaft Electrola zuständig. Der Produktionsleiter Günter Ilgner von Electrola Deutschland war davon überzeugt, dass die Beatles in Deutschland nur Erfolg haben würden, wenn es auch eine deutschsprachige Fassung gebe. Nach großem Widerstand von den Beatles und George Martin wurden deutsche Texte eilig von Heinz Hellmer und Camillo Felgen (unter dem Pseudonym Jean Nicolas, unter dem er unter anderem deutsche Texte für Connie Francis und Caterina Valente schrieb) verfasst, mit Otto Demler hastig einstudiert und am 29. Januar 1964 im Pariser Tonstudio Pathé Marconi über die Original-Musikspuren gelegt. Produzent war George Martin, der Toningenieur war Norman Smith. Bereits am 4. Februar 1964 erschienen die in Paris durchgeführten Aufnahmen als Komm, gib mir deine Hand / Sie liebt dich (Odeon #22671) und erreichten einen fünften beziehungsweise siebten Rang der deutschen Hitparade.

## Veröffentlichungen
- Am 29. November 1963 wurde in Großbritannien die Single I Want to Hold Your Hand / This Boy veröffentlicht.
- In Deutschland wurde I Want to Hold Your Hand mit der B-Seite Roll Over Beethoven ebenfalls am 29. November 1963 (Odeon 2623) veröffentlicht.
- In den USA erschien am 26. Dezember 1963 die Single I Want to Hold Your Hand / I Saw Her Standing There.
- In den USA wurde I Want to Hold Your Hand auf dem dortigen zweiten Beatles-Album Meet the Beatles! am 20. Januar 1964 veröffentlicht.
- Am 14. April 1964 wurde I Want to Hold Your Hand auf den deutschen Kompilationsalbum The Beatles Beat veröffentlicht.
- In den kommenden Jahren wurde I Want to Hold Your Hand für folgende Kompilationsalben der Beatles verwendet: The Beatles’ Greatest (1965), A Collection of Beatles Oldies (1966), 1962–1966 (1973), 20 Greatest Hits (1982), Past Masters (1988) und 1 (2000).
- Am 20. November 1995 erschien das Album Anthology 1, auf dem sich eine Liveaufnahme in Mono für die Comedy-Fernsehsendung Morecambe and Wise Show vom 2. Dezember 1963 befindet.
- Für BBC Radio nahmen die Beatles unter Livebedingungen drei weitere Fassungen von I Want to Hold Your Hand auf, von denen eine Aufnahme im BBC Paris Theatre, London vom 18. Dezember 1963 auf dem Album On Air – Live at the BBC Volume 2 am 8. November 2013 erschien.[13]
- Am 17. Dezember 2013 erschien das Album The Beatles Bootleg Recordings 1963, auf dem sich eine weitere BBC-Aufnahme von I Want to Hold Your Hand befindet; diese stammt vom 17. Dezember 1963 und wurde im BBC Playhouse Theatre, London, eingespielt.
- Am 9. September 2016 erschien die Wiederveröffentlichung das Livealbum der Beatles The Beatles at the Hollywood Bowl; es enthält unter anderen I Want to Hold Your Hand.
- Am 10. November 2023 wurde das Kompilationsalbum 1962–1966 erneut wiederveröffentlicht. Auf diesem befindet sich I Want to Hold Your Hand in einer von Giles Martin und Sam Okell 2023 neu abgemischten Version.

## Kommerzieller Erfolg

### Chartplatzierungen
| ChartsChartplatzierungen       | Höchstplatzierung | Wochen/ Monate |
| ------------------------------ | ----------------- | -------------- |
| Deutschland (GfK)              | 1 (6 Mt.)         | 6 Mt.          |
| Vereinigte Staaten (Billboard) | 1 (15 Wo.)        | 15 Wo.         |
| Vereinigtes Königreich (OCC)   | 1 (25 Wo.)        | 25 Wo.         |

| ChartsJahrescharts (1964)      | Platzierung |
| ------------------------------ | ----------- |
| Deutschland (GfK)              | 4           |
| Vereinigte Staaten (Billboard) | 1           |

### Auszeichnungen für Musikverkäufe
| Land/Region                  | Auszeichnungen für Musikverkäufe (Land/Region, Auszeichnung, Verkäufe) | Verkäufe  |
| ---------------------------- | ---------------------------------------------------------------------- | --------- |
| Neuseeland (RMNZ)            | Platin                                                                 | 30.000    |
| Spanien (Promusicae)         | Gold                                                                   | 30.000    |
| Vereinigte Staaten (RIAA)    | Gold                                                                   | 4.900.000 |
| Vereinigtes Königreich (BPI) | Gold                                                                   | 1.820.000 |
| Insgesamt                    | 3× Gold · 1× Platin ·                                                  | 6.780.000 |

Hauptartikel: The Beatles/Auszeichnungen für Musikverkäufe

## Coverversionen
Es wurden über 280 Coverversionen von I Want to Hold Your Hand veröffentlicht.